# Kaštel Konjskih
Kaštel Konjskih je višeslojni objekt u općini Konjščina, zaštićeno kulturno dobro.

## Opis dobra
Stari grad (Kaštel Konjskih) u Konjščini nalazi se u močvarnoj ravnici nedaleko rijeke Krapine, između dva kraka potoka Selnice. Predstavlja jednu od najstarijih renesansnih utvrda u sjevernoj Hrvatskoj. U povijesnim izvorima prvi put se spominje 1477., kada je Matija Korvin dozvolio braći Konjski da ovdje podignu utvrdu. Krajem 18. st. prelazi u ruke zagrebačkih biskupa. Danas je očuvana samo središnja građevina do visine prvog kata. U njezinom sastavnom dijelu vjerojatno su bila i dva prstena zemljanih bedema s nekoliko bastiona, te opkopi oko njih. Iz konfiguracije terena još uvijek se može iščitati oblik šesterokrake zvijezde.

## Zaštita
Pod oznakom Z-3520 zavedena je kao nepokretno kulturno dobro - pojedinačno, pravna statusa zaštićena kulturnog dobra, klasificirano kao "profana graditeljska baština".